# Serapirhiza
Serapirhiza là một chi thực vật có hoa trong họ Lan.